# Ligne directe
Pour les articles homonymes, voir Hotline (homonymie).
Ne doit pas être confondu avec Centre d'appel, Centre d'assistance ou Téléassistance.
Une ligne directe (anglais : hotline) est une liaison de communication de type point à point dans laquelle un appel est automatiquement dirigé vers la destination présélectionnée, dès lors que l'appareil de terminaison (en) est décroché, sans aucune autre action supplémentaire de la part de l'utilisateur. Un exemple serait un téléphone qui se connecte automatiquement aux services d'urgence en décrochant le récepteur. Par conséquent, les téléphones d'assistance dédiés n'ont pas besoin d'un cadran rotatif ou d'un clavier. Une ligne directe peut également être appelée un service de signalisation, de commutation de sonnerie (en) ou de décrochage automatique.

## Services à la personne, aux usagers ou à la clientèle
Les véritables lignes directes ne peuvent pas être utilisées pour lancer des appels autres que vers des destinations présélectionnées. Cependant, dans une utilisation courante, une ligne directe (familièrement une hotline) fait souvent référence à un centre d'appel accessible en composant un numéro de téléphone standard, ou parfois les numéros de téléphone eux-mêmes.
C'est particulièrement le cas pour les numéros non commerciaux accessible 24 heures sur 24, tels que les permanences téléphoniques de la police ou les lignes d'écoute qui propose un service de télé-psychologie, qui sont surveillées 24 heures sur 24 et donnent ainsi l'impression de véritables lignes directes. De plus en plus, cependant, le terme est trouvé appliqué à n'importe quel numéro de téléphone de service à la clientèle.

## Entre les États

### États-Unis–Russie
La ligne directe la plus célèbre est la « Moscow–Washington hotline », littéralement la « ligne chaude » entre Moscou et Washington qui est à l'origine de l’anglicisme « hotline ». En France on préfère parler du téléphone rouge. Cette liaison de communication directe a été établie le 20 juin 1963 à la suite de la crise des missiles de Cuba et a fait appel à la technologie des téléscripteurs, remplacée ensuite par un télécopieur, puis par le courrier électronique.